# Ensemble vocal Intermezzo
Pour les articles homonymes, voir Intermezzo.
Créé et dirigé par Claire Marchand, l'ensemble vocal Intermezzo regroupe une vingtaine de chanteurs, amateurs de bon niveau.

## L'ensemble et son activité
L'Ensemble vocal Intermezzo est une association loi de 1901, dont le but est culturel et éducatif.
Depuis septembre 1983, l’Ensemble vocal Intermezzo, créé et dirigé par Claire Marchand, regroupe une vingtaine de choristes, jeunes professionnels ou amateurs de bon niveau.
C’est à Paris que l’ensemble exerce son activité régulière : répétitions, concerts annuels, participation à la " Nuit Blanche ", aux journées de recrutement ou d’examen de chefs de chœur du conservatoire du XIIIe arrondissement et du C.N.R. de Paris, à des master-classes, à des stages de direction de chœur.
Chaque année depuis sa création, des concerts ont été donnés à Paris ou en Île-de-France ainsi qu’en province et, à de nombreuses reprises, l’ensemble vocal a été associé à des événements musicaux auprès d’ensembles instrumentaux ou d’autres chorales.
Intermezzo, depuis 1984, chante des compositeurs allant du XVe au XXIe siècle, alternant les chefs-d'œuvre célèbres du répertoire avec des œuvres ou des compositeurs peu connus voire inédits.

## Création et recherche
Par sa volonté de travailler avec de jeunes compositeurs et ainsi de faire vivre la création, Intermezzo est un acteur du spectacle vivant.
Intermezzo intègre à chacun de ses programmes une œuvre inédite composée pour le chœur.
Ainsi, « Stella Maris » de Pierre Charvet, créée par Intermezzo en 2008, s’inscrit dans la continuité des œuvres dédiées à la Vierge Marie.
En 2009, Claire Marchand sollicite Pierre Chépélov pour la composition d’une pièce écrite dans l’esprit de la mélodie française, afin de clore le programme « Le Chœur et la Diva ».

## L’implication pédagogique
Intermezzo accorde beaucoup d’importance à la formation de jeunes chefs de chœur.
À plusieurs reprises, le chœur s’est illustré comme chœur pilote lors d’examens de chefs de chœur ou lors de master-classes comme, par exemple, avec :
- Pierre Cao, les 18 janvier et 8 février 1987 et lors des rencontres musicales de Vézelay en août 2006, 2007 et 2009 ;
- Frieder Bernius en mars 2008.
L’ensemble a participé également à plusieurs concours ainsi qu’à deux rencontres chorales d’Europa cantat.

## Répertoire
Découvrir et approfondir
Le répertoire de l’Ensemble vocal Intermezzo couvre toute la musique chorale depuis la Renaissance jusqu’à nos jours et comporte aussi bien des pièces a cappella que des œuvres accompagnées au piano ou par un ensemble instrumental.
Si le répertoire baroque est privilégié (Monteverdi, Schütz, Buxtehude, Bach, Pergolèse…), Intermezzo interprète également des œuvres du XXe siècle et de compositeurs contemporains (Nystedt, Birch, Andreo, Rautavaara…).
Fréquentes sont les incursions dans des répertoires peu connus ou étrangers, notamment en 2006, autour de la musique sacrée du XXe siècle en Europe et dans les pays nordiques.
En 2007, Garcia Lorca a été célébré dans un hommage musical chanté en espagnol.
À plusieurs reprises, Intermezzo a été invité pour des coréalisations d’œuvres avec orchestre (Méhul, Auber, Offenbach) ou a fait appel à des ensembles instrumentaux de renom (Calliopée).
La liste très large des compositeurs étudiés témoigne explicitement de l’ouverture de l’Ensemble vocal Intermezzo et de la volonté de ses membres d’aller de découverte en découverte.

## 2010/2011: «Le Chœur et la Diva», la mélodie française mise en scène
« Le chœur a ses raisons que la diva ignore »
Spectacle conçu et dirigé par Claire Marchand, pour chœur, soprano solo et piano autour de la musique profane française du XIXe au XXIe siècle
```
   * Dominique Moaty, soprano
   * Erick Plaza-Cochet, metteur en scène
   * Florence Gallet, pianiste 
   * L’Ensemble vocal Intermezzo
```

L’idée de mise en scène part de l’envie, simple, de montrer l’envers du décor d’un récital, de « faire tomber » les robes de concert froufroutantes et de revenir vers les séances de travail précédant la rencontre avec le public.
Ces moments de construction, d’élaboration sont, pour tout artiste, forts en émotions diverses. Ils sont propices à des états de toutes sortes et souvent contradictoires. Dans un espace occupé par un piano, son tabouret et des partitions éparses, les protagonistes de ce moment de labeur, sont d’une part une chanteuse dite la Diva, sa pianiste et d’autre part un chœur.
C’est dans une ambiance studieuse et concentrée que le spectacle débute.
Très vite, les rapports humains entre la Diva et sa pianiste apparaissent nettement. Elles sont un vrai couple, fait de propositions, de soutien, d’accompagnement, de complémentarité.
Mais ce moment de travail est perturbé par la présence du chœur. Il est une extension de l’esprit soit plus mutin, soit plus rêveur de la soprano. Cette part de chacun qui nous « chatouille » dans des instants où l’on aimerait rester assidu et efficace.
Tout devient un prétexte à rêverie, une impression, un sentiment, une pensée. L’imagination vagabonde au gré des associations d’idées.
Le répertoire rend hommage à la mélodie française : solo et ensemble vocal, avec piano et a cappella.
```
   * Madrigal (1883), Les djinns et Clair de lune (1887), Gabriel Fauré
   * Épithalame, Mel Bonis (1907)
   * Trois chansons, 
Claude Debussy
 (1904)
   * Trois chansons, 
Maurice Ravel
 (1916)
   * Trois poëmes de Paul Valery, Jean Françaix (1982)
   * Bestiaire, Jean Absil (1964)
   * Création pour soprano, chœur et piano, Pierre Chépélov (2010)
```

Durée : 90 min sans entracte
Plateau technique : scène 10 x 8 m, lumière (poursuite et fixes), coulisses ou pendillons, un piano (à queue si possible)
Formation (en plus d’Intermezzo) : une soprano, sa pianiste, le metteur en scène.